# Moho nobilis
’O’o-de-hawaii, oo-do-havai ou oó-de-havai (nome científico: Moho nobilis) é uma espécie extinta de ave passeriforme que era endêmica do Havaí. Foi descrita cientificamente pelo ornitólogo Blasius Merrem em 1786.